# Judith von Northeim
Judith von Northeim (* um 1120; † nach 1150) war Äbtissin des Klosters Kemnade und des Stifts Sankt Cyriakus in Eschwege, danach Äbtissin im Frauenstift Geseke. 
Ihre Abstammung ist unklar. Sie war möglicherweise eine illegitime Tochter des Grafen Siegfried III. von Boyneburg (oder aus zweiter Ehe seiner Witwe Adelheid). Ihre Geschwister waren der Abt Heinrich von Corvey und Graf Siegfried IV. von Boyneburg.
Durch die Mitwirkung Siegfrieds († 1144) wurde sie Äbtissin des Stifts St. Cyriacus in Eschwege und der Reichsabtei Kemnade.
Sie stürzte das Kloster Kemnade in eine große Krise, denn sie führte ein freizügiges Leben, liebte prunkvolle Feste und hatte viele Liebhaber, an die sie Güter ihres Klosters verteilte. Zumindest mit Lehen begünstigt waren die Stader Vögte Odiko und Rikbertus sowie Hugoldus de Hermannsburg. Auch Heinrich von Badewide erhielt neun Hufen erhalten. Das Kloster kam in Verruf. Papst Eugen III. hörte davon und forderte den römisch-deutschen König Konrad III. auf, dem Einhalt zu bieten und Ordnung im Kloster zu schaffen. 
1146, etwa zur gleichen Zeit wie ihren Bruder Abt Heinrich von Corvey, traf sie in Kemnade das Absetzungsurteil des Kardinallegaten Thomas. Das Nonnenkloster wurde aufgelöst und sein Besitz wurde 1147 durch König Konrad III. an Corvey übertragen. 
1148 verklagte sie Wibald von Stablo beim Konzil von Reims.
Ab 1148 erscheint sie als Äbtissin des Stifts Geseke, wo sie noch im April 1150 nachzuweisen ist.
Am 7. September 1149 versuchte Judith mit Waffengewalt, wieder in den Besitz von Kemnade zu gelangen.